# Another World (computerspel)
Another World, ook bekend als Out of This World in Noord-Amerika en Outer World in Japan, is een computerspel uit 1991 ontworpen door Éric Chahi. Het platformspel is ontwikkeld en uitgegeven door Delphine Software.

## Verhaal
Het spel vertelt het verhaal over de wetenschapper Lester, die door een verkeerd gelopen experiment op een buitenaardse planeet terecht is gekomen, waar hij moet vechten om te overleven.

## Spel
Another World werd oorspronkelijk in 1991 uitgebracht voor de Amiga en Atari ST, en kwam een jaar later uit voor de Apple IIGS en MS-DOS. Het spel werd ook geporteerd naar andere systemen.
Latere pogingen resulteerden in een herziene engine die beter aansluit op moderne computers, spelconsoles, en smartphones. De oorspronkelijke keuze van ontwerper Éric Chahi om polygonen te gebruiken voor de spelkarakters bleek in het voordeel te werken, zodat het spel eenvoudig naar een hogere resolutie kon worden geschaald.
In 2006 bracht bedenker Chahi een 15th Anniversary Edition uit voor moderne computers, gevolgd door een 20th Anniversary Edition die vijf jaar later uitkwam voor diverse consoles en mobiele platforms.
Another World was innovatief door het gebruik van cinematische effecten, wat werd geprezen door critici en door commercieel succes. Het spel was van invloed op spelontwikkelaars en ontwerpers, wat een inspiratie vormde voor spellen als Flashback, Ico, Metal Gear Solid, en Silent Hill.

## Platforms
| Jaar | Omschrijving     | Platforms |
| ---- | ---------------- | --- |
| 1991 | Origineel        | Amiga, Atari ST |
| 1992 | Ports            | 3DO, Apple IIGS, Atari Jaguar, Mac OS, MS-DOS, Sega Mega-CD, Sega Mega Drive, SNES                                                         |
| 2006 | 15th Anniversary | Windows XP |
| 2011 | 20th Anniversary | iOS, Linux, Android, Windows, Nintendo 3DS, OS X, PlayStation 3, PlayStation 4, PlayStation Vita, Symbian, Wii U, Windows Mobile, Xbox One |

## Ontvangst
Another World was een commercieel success. Het spel kreeg lovende kritieken en verkocht meer dan een miljoen exemplaren tijdens de jaren 1990.

## Alternatieve opvolger
Een opvolger, genaamd Heart of the Alien werd door Interplay in 1994 exclusief ontwikkeld voor de Sega Mega-CD. Het spel lijkt grafisch en qua spelervaring veel op Another World, en de speler neemt hierin nu de rol aan van Lester's buitenaardse vriend Buddy. Chahi vond dat het spel geen goede opvolger was, en slechts een idee was om "een spel te maken vanuit een ander perspectief".

## Trivia
- Het spel is opgenomen in het boek 1001 Video Games You Must Play Before You Die van Tony Mott.